# 生日快樂 (電影)
《生日快樂》（英語：[Happy Birthday] 错误：{{Lang}}：文本有斜体标记（帮助））是一部香港電影，由馬楚成執導，古天乐及刘若英联袂主演，本片在香港于2007年1月8日上映。
根據《電影檢查條例》，本片列為兒童不宜（IIA）。

## 劇情
小米與小南從大學開始就被公認是完美的一對，但他們卻一直保持著比好朋友更好的曖昧關係。小南在每年生日對小米的問候，變成一種愛情的牽引。小南出國深造後，二人分手了，卻仍然保持著在感情上相互取暖的矛盾關係。然而多年後，他們盼望的幸運卻沒有來臨，小南竟然跟她說自己將要結婚了！小米這才醒覺，這一次，她是真真正正的失去小南。10年聚散，他天天都掛念著她，卻只能一年用E-mail跟她說一次生日快樂，因為一個秘密，守護著彼此也傷害彼此。

## 演員介紹
| 演員   | 角色                       |
| 古天樂 | 顧小南                     |
| 劉若英 | 吳小米（粵語配音：郭藹明） |
| 周俊偉 | 丹尼                       |
| 曾寶儀 | 林蕙                       |
| 吳耀漢 | 小米爸爸                   |
| 李勤勤 | 小南大姐                   |
| 郭羨妮 | 小恩                       |
| 譚俊彥 | 林蕙丈夫                   |
| 吳嘉龍 |                            |

## 配樂
| 曲別   | 歌名         | 作詞 | 作曲   | 演唱者 |
| 主題曲 | 《生日快樂》 | 林夕 | 陳輝陽 | 劉若英 |

## 獎項
| 年份   | 頒獎典禮             | 獎項       | 被提名人               | 結果 |
| ------ | -------------------- | ---------- | ---------------------- | ---- |
| 2007年 | 第26屆香港電影金像獎 | 最佳編劇   | 張艾嘉、胡恩威、鄧潔明 | 提名 |
| 2007年 | 第26屆香港電影金像獎 | 最佳女主角 | 劉若英                 | 提名 |

## 外部連結
- 電影《生日快樂》台灣官方部落格 （页面存档备份，存于）
- Yahoo奇摩電影上《生日快樂》的資料（繁體中文）
- 開眼電影網上《生日快樂》的資料（繁體中文）
- 香港影庫上《生日快樂》的資料（繁體中文）
- 时光网上《生日快樂》的資料（简体中文）
- 豆瓣电影上《生日快樂》的資料 （简体中文）
- 爛番茄上《生日快樂》的資料（英文）
- 互联网电影数据库（IMDb）上《生日快樂》的资料（英文）
- 劉若英《我想跟你走》 （页面存档备份，存于）
- 電影影評《生日快樂》 （页面存档备份，存于）